# Klaus Ladage
Klaus Friedrich Ladage (* 18. Mai 1942 in Scherfede) ist ein deutscher Jurist.

## Leben
Ladage studierte in Freiburg/Breisgau, Bonn sowie Köln und arbeitete zwischen 1966 und 1975 als wissenschaftlicher Mitarbeiter am Lehrstuhl für Strafrecht der Ruhr-Universität Bochum.
Seinen beruflichen Lebensweg als Richter begann der promovierte Klaus Ladage im Landgerichtsbezirk Essen. 1972 wurde er zum Richter am Landgericht ernannt. Zudem war er für die Rechtspflegerausbildung zuständig. Im Rahmen einer Abordnung war er von 1975 bis 1977 beim Ministerpräsidenten des Landes Nordrhein-Westfalen tätig. Im Oktober 1978 zum Richter am Landessozialgericht ernannt, schloss sich im März 1988 seine Wahl zum Richter am Bundessozialgericht (BSG) an. Sein dortiges richterliches Wirken entfaltete er zunächst im 9. Senat, in dem er mit dem Themengebiet des sozialen Entschädigungsrechts befasst war. Weitere Stationen waren ab 1992 der 3. Senat und der 14. Senat. Begleitend war er auch dem Justizprüfungsamt (JPA) beim OLG Düsseldorf für die erste juristische Staatsprüfung angehörig. Zum 1. Juli 1997 wurde er zum Vorsitzenden des 3. Senats am BSG bestellt. Am 1. Juni 2007 trat Ladage in den Ruhestand.